# Метион
Метион (др.-греч. Μητίων «разумный») — персонаж древнегреческой мифологии из аттического цикла, сын или внук царя Афин Эрехтея. Его сыновья Метиониды на время захватили царскую власть в Афинах. Некоторые источники называют Метиона отцом Дедала.

## В мифологии
Метион принадлежал к афинскому царскому роду. О деталях его происхождения античные авторы сообщают по-разному. Согласно Псевдо-Аполлодору, а также Ферекиду, Асию Самосскому (его мнение изложено у Павсания) и автору схолиев к «Алкивиаду» Платона, Метион был младшим из трёх сыновей царя Афин Эрехтея и его жены Праксифеи, братом Кекропса, Пандора, Прокриды, Креусы, Хтонии и Орифии. Согласно этой версии мифа, Эвпалам («мастер») был сыном Метиона. Однако существует и другая версия, в которой Метион оказывается не сыном Эрехтея, а внуком — либо через того же Эвпалама, который поднимается на поколение вверх (у Диодора Сицилийского), либо через Кекропса (у автора схолиев к «Илиаде» Гомера). Исследователи полагают, что первая версия связана со старшей ветвью античной традиции, а вторая — с младшей и более поздней.
Ещё одним сыном Метиона некоторые авторы (Диодор Сицилийский, Ферекид, Платон) называют знаменитого мастера Дедала. У Псевдо-Гигина этот герой оказывается сыном Эвпалама, а Павсаний, говоря о нём, прибегает к иносказанию, чтобы не выбирать ни одну из версий: по его словам, Дедал был «из царского рода так называемых Метионидов». Впрочем, в другом месте Павсаний называет Дедала сыном Паламаона.
Метион был женат на Алкиппе либо на Ифиное. Псевдо-Аполлодор и Павсаний пишут о сыновьях Метиона, которые изгнали из Афин своего двоюродного брата Пандиона и захватили царскую власть. Сыновья Пандиона (в том числе Эгей) после его смерти вернулись в Афины и в свою очередь стали царями. Исследователи полагают, что все эти события и сама личность Метиона могли быть придуманы античными мифографами, чтобы оправдать искусственное удлинение списка афинских царей за счёт ещё одного Кекропса и ещё одного Пандиона. Вымышленные царствования таким образом наполнялись событиями.
По одной из версий мифа, Метион был отцом Сикиона — эпонима города на Истме. Эту версию поддерживал поэт Асий Самосский, тогда как Гесиод считал Сикиона сыном Эрехтея, а Ивик — сыном Пелопа. Исследователи видят здесь важную культурно-историческую подоплёку: версия об отцовстве Метиона сближала город Сикион с Дедалом и указывала на родство местной техники резьбы по дереву и по слоновой кости с аттической.